# Primera Expedición Científica Antártica (ECA) del INACH
La primera Expedición Científica Antártica (ECA) organizada por el Instituto Antártico Chileno (INACH) se realizó en la temporada de 1964-1965 y fue coordinada por Alejandro Forch Petit, miembro de dicho Instituto. Fue impulsada por el Comité Nacional para la Investigación en la Antártica (CNIA) y se llevó a cabo dentro del marco de la XIX campaña de la Armada de Chile. Se enfocó en disciplinas como biología, ecología, geología y meteorología, además de trabajos de arquitectura para levantar una pista de aterrizaje y construir una casa de observación volcánica.
Las ECA son organizadas, planificadas y orientadas por el INACH y están integradas por investigadores, universidades y otras instituciones, que integran el Programa Nacional de Ciencia Antártica (PROCIEN).

## Historia
En 1964 comenzó a funcionar el Departamento Científico del INACH, que recibió a los interesados en participar de la Primera Expedición Cientifica Antártica 1964-1965 (ECA). La expedición fue impulsada por el Comité Nacional para la Investigación en la Antártica (CNIA), debido al término del Programa Antártico de la Universidad de Chile y a la falta de infraestructura en el recientemente creado Instituto Antártico Chileno. Dicha expedición fue en el marco de la XIX campaña de la Armada de Chile y se enfocó en disciplinas como biología, ecología, geología y meteorología, además de los trabajos de arquitectura para levantar una pista de aterrizaje y construir una casa de observación volcánica.
Entre los pioneros se encuentran los investigadores Alejandro Forch Petit, coordinador de la misión; Braulio Araya, Waldo Aravena, René Covarrubias, Roberto Araya, Francisco Hervé, Hugo Villarroel y Milton Quiroga, de la Universidad de Chile, junto al profesor de la Universidad de Concepción, Hugo Moyano; los meteorólogos Mario Arriagada y Ángel Concha, de la Dirección Meteorológica de Chile; y el arquitecto Myrus Garthof, de la Fuerza Aérea de Chile.
La campaña de INACH priorizó el estudio de la geomorfología de las islas Shetland del Sur, lo que incluyó la isla Elefante, de grata memoria para los chilenos, ya que allí fueron rescatados el 30 de agosto de 1916, por la escampavía Yelcho de la Armada Nacional, los veintidós náufragos del Endurance a las órdenes del gran explorador Shackleton, que llevaban más de cuatro meses aislados y en muy precarias condiciones.
La expedición incluyó también el estudio de la avifauna de la isla Nelson, en donde participaron dos ornitólogos que permanecieron más de dos meses en ese lugar. Además se contó con la participación de un cristalógrafo, quien tuvo la oportunidad de recolectar muestras de las islas visitadas y de la península Antártica.
La reinstalación de estaciones meteorológicas, construcción de varaderos para aviones anfibios, reconocimiento de pistas para aterrizaje, etc., fueron otros de los trabajos emprendidos y que se llevaron a cabo en la primera expedición científica del INACH.